# بارنارد إي. بيي سينيور
بارنارد إي. بيي سينيور (بالإنجليزية: Barnard E. Bee, Sr.)‏ هو دبلوماسي أمريكي، ولد في 1787 في تشارلستون في الولايات المتحدة، وتوفي في 1853 في بيندلتون في الولايات المتحدة.